# 绍荣根淖日
绍荣根淖日，又称绍荣根诺尔、绍荣根淖尔，是一个位于中国内蒙古自治区锡林郭勒盟东乌珠穆沁旗满都胡宝拉格镇境内的内流盐湖，位于满都胡宝拉格镇政府驻地西北约27.5千米，湖面海拔833.6米，面积3.6平方千米，平均水深0.6米，主要沉积物为芒硝。
绍荣根淖日属于蒙新高原区。它的一级流域为内流区诸河，二级流域为内蒙古内流区。
在2021年东乌旗人民政府公布的主要河湖管理范围中，绍荣根淖日管理范围面积8.03平方千米，划界长度为13.56千米。在同年公布的三级河湖长名单中，绍荣根淖日湖长为满都胡宝拉格镇副镇长，嘎查级湖长为巴彦布日都嘎查副嘎查长。